# Бранимир Петрович
Бранимир Петрович (серб. Бранимир Петровић / Branimir Petrović; 26 червня 1982, Титово Ужице) — сербський футболіст, що грав на позиції півзахисника. По завершенні ігрової кар'єри — тренер.

## Клубна кар'єра
Народився у містечку Титово Ужице, СФРЮ (нині — Ужице у західній частині Сербії). Серйозно займатися футболом почав у 15 років. Перший тренер — Єстратій Йованович. До цього сім років займався легкою атлетикою, був чемпіоном Сербії в бігу на середні дистанції — 1 км, 1,5 км та 2 км.

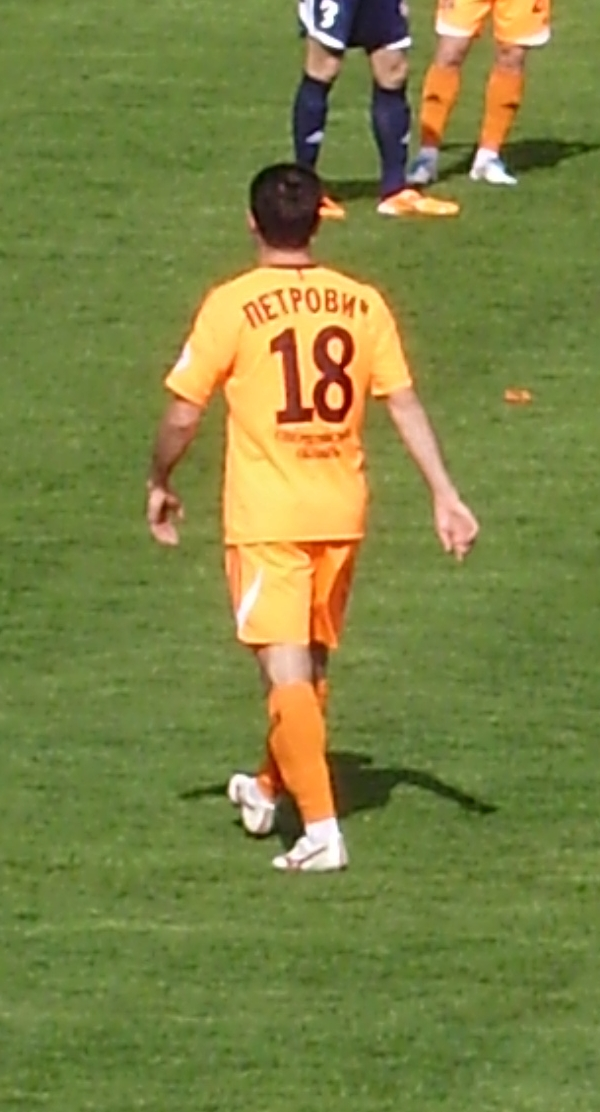
Петрович у складі «Уралу».

У дорослому футболі дебютував 1999 року виступами за команду «Слобода» (Ужице), в якій провів один сезон, взявши участь у 19 матчах чемпіонату, після чого провів три сезони за команду «Зета» з містечка Голубовці поблизу Подгориці (нині Чорногорія), що була в ті роки середняком найвищого дивізіону Сербії та Чорногорії.
Влітку 2004 року з Петровичем підписав контракт один із найсильніших клубів країни — белградський «Партизан». За «чорно-білих» Бранимир провів один сезон, який став для його команди переможним у національному чемпіонаті.
У 2005 році Петрович виступав у Китаї за «Шаньдун Лунен», посівши у його складі друге місце у чемпіонаті Китаю. Повернувшись із КНР, провів три місяці у складі «Зети», а потім поїхав грати до Росії, де підписав контракт із клубом КАМАЗ (Набережні Човни) з Першого дивізіону. Дебютував у його складі 4 серпня 2006 року у гостьовому матчі проти «Сибіру» (1:1). «КАМАЗ» у тому сезоні, як і наступного року, посів 4-е місце. Кінцівку (серпень — листопад) сезону 2007 року серб провів у «Рубіні», який грав у Прем'єр-лізі, потім повернувся до складу «автозаводців», провівши в «КАМАЗі» сезон 2008 року (команда посіла 3-е місце у Першому дивізіоні).
У березні 2009 року Петрович перейшов у «Ростов», який вийшов у РПЛ завдяки перемозі в Першому дивізіоні в 2008 році. У 2010 році був гравцем футбольного клубу «Крила Рад».
22 березня 2011 року стало відомо, що Петрович уклав контракт з «Уралом». У складі єкатеринбурзької команди у ФНЛ та кубку Росії провів 48 матчів забив 8 м'ячів, також забив два м'ячі у фіналі Кубка ФНЛ 2013.
Сезон 2013/14 провів у бельгійському «Кортрейку», а влітку 2014 перейшов у «Волгар», де провів ще два роки.
Завершив ігрову кар'єру у команді «Напредак» (Крушевац), за яку виступав протягом 2016—2017 років.

## Виступи за збірну
Протягом 2001—2004 років залучався до молодіжної збірної Сербії і Чорногорії. У червні 2004 року ця команда з Петровичем у складі посіла друге місце на молодіжному чемпіонаті Європи в Німеччині. Цей результат дозволив команді разом з Петровичем у серпні взяти участь у футбольному турнірі Афінської Олімпіади, в якому югослави виступили провально, програвши всі три матчі групового турніру.

## Кар'єра тренера
У січні 2020 року футбольний клуб «Аланія» (Владикавказ) оголосив, що Бранимир Петрович включений до тренерського штабу на посаду спеціаліста з фізичної підготовки, де пропрацював по 2022 рік.
З вересня 2022 року працював у тренерському штабі Спартака Гогнієва в «Хімках». 3 листопада стало відомо, що Петровича призначено виконувачем обов'язків головного тренера «Хімок» на час дискваліфікації Гогнієва.
У жовтні 2023 року став головним тренером резервної команди «Хімки-М».

## Особисте життя
Батько Бранимира — пенсіонер, мати — лікар, старший брат працює на пошті. Бранимир любить голлівудські фільми та сербські комедії, його улюблені кіноактори — Том Круз та Ніколь Кідман.

## Досягнення
Збірна Сербії та Чорногорії
- Срібний призер чемпіонату Європи серед молодіжних команд: 2004[1]

«Партизан»
- Чемпіон Сербії та Чорногорії: 2004/05

«Шаньдун Лунен»
- Срібний призер чемпіонату Китаю: 2005

«Урал»
- Переможець Першості ФНЛ (1): 2012/13
- Володар Кубка ФНЛ (2): 2012, 2013

«Волгар»
- Володар Кубка ФНЛ (1): 2015